# Scott City (Kansas)
Scott City è un comune degli Stati Uniti d'America, situato nello Stato del Kansas, nella contea di Scott, della quale è il capoluogo.